# Reroute to Remain
Reroute to Remain — шостий студійний альбом шведського мелодік дез-метал гурту In Flames.

## Список пісень
Всі пісні написані Бйорном Гелотте, Єспером Стрьомбладом і Андерсом Фріденом. Слова написані Андерсом Фріденом за винятком «Reroute to Remain» і «Dismiss the Cynics», які написані і співавторстві з його дружиною, Хеленою Ліндсйо.
1. «Reroute to Remain» — 3:53
2. «System» — 3:39
3. «Drifter» — 3:10
4. «Trigger» — 4:58
5. «Cloud Connected» — 3:40
6. «Transparent» — 4:03
7. «Dawn of a New Day» — 3:40
8. «Egonomic» — 2:36
9. «Minus» — 3:45
10. «Dismiss the Cynics» — 3:38
11. «Free Fall» — 3:58
12. «Dark Signs» — 3:20
13. «Metaphor» — 3:39
14. «Black & White» — 3:33

### Японський і корейський бонус
1. «Colony» (Вживу) — 5:11

## Список учасників

### Члени гурту
- Андерс Фріден — вокал
- Єспер Стрьомблад — гітара
- Бйорн Гелотте — гітара
- Петер Іверс — бас-гітара
- Даніель Свенссон — ударні

### Запрошувані музиканти
- Ер'ян Ернклоо — клавішні, програмування
- Fiol-Olof — скрипка в «Metaphor»
- Cymbal-Simon — тарілки

### Випуск
- Тедді Мюллер — drum tech
- Даніель Бергстранд — продукція
- Даніель Бергстранд, Андерс Фріден, Ер'ян Ернклоо — мікшинг
- Ніклас Сундін, Cabin Fever Media — артдирекшн, дизайн, фотографія